# Максим Генов
Максим Генов е български журналист и писател.

## Биография
Роден е през 1935 г. в село Долна Бешовица, Врачанско. Основното си образование получава в родното си село, след което завършва гимназия с отличие в Роман. Завършва журналистика в Софийския университет „Климент Охридски“.
Започва работа в редакцията на вестник „Народен другар“ в град Ямбол.
През лятото на 1961 г. се среща с Иван Тодоров – Горуня, бивш партизанин от отряд „Гаврил Генов“, който от висш партиен работник е понижен в председател на ДЗС „Тунджа“ в село Коневец, Ямболско. Дружбата между опитния революционер и младия журналист продължава и през следващите години. 
През 1962 г. Максим Генов работи в Българска телевизия. От 1963 г. е щатен кореспондент на вестник „Земеделско знаме“ и хоноруван кореспондент на телевизията във Враца. Същата година Максим Генов заминава за Франция. На следващата година пише дисертация в Парижкия университет, която веднага след това адаптира в книгата си „Общество на народа“ и я изпраща на Горуня. Събитията от април 1965 г. несполучливия опит за преврат и убийството на Горуня го сварват в Рим.
През 1966 г. се завръща в България с диплома за кинорежисьор. Пише киносценарии, търси работа в телевизията и киното, работи в „Кремиковци“ и като сервитьор по Черноморието. Един от сценариите му е приет в Киноцентъра, но до реализация не се стига.
През 1968 г. е назначен за помощник режисьор на филма за Христо Ботев, „Свобода или смърт“ на режисьора Никола Корабов. През пролетта на 1969 г. заминава отново за Италия. Пише писма до Тодор Живков и Георги Трайков, че основава Трета политическа партия в България – „Съюз на българската интелигенция“.
Предлага „Общество на народа“ като проект за нова конституция и започва работа по мащабния си роман „Червената буржоазия“, който завършва година по-късно.
Екстрадиран от Италия през 1972 г. той заминава за Западна Германия. За кратко е в Швейцария, после следват Дания и Швеция. Установява се за постоянно в Австрия в село Андау, на границата с Унгария, където за да се прехранва се занимава с градинарство, като продължава своята дейност на писател и общественик.
След 10 ноември 1989 г. пуска няколко поредни издания на проекта си за конституция „Общество на народа“. Кандидатира се за президент на република България.
През пролетта на 1995 г. заминава за България за представянето на книгата си „Червената буржоазия“.
Седмица по-късно неочаквано получава стомашен кръвоизлив и умира във врачанската болница.

## Книги
- „Общество на народа“ – проект за конституция
- „Червената буржоазия“, исторически роман. Враца, 1994, 720 стр.